# Shahidullah Kaiser
Shahidullah Kaiser (16 de febrero de 1927 – desaparecido el 14 de diciembre de 1971) fue un novelista y escritor bangladesí. Fue galardonado con el Bangla Academy Literary Award en 1969, el Ekushey Padak en 1983 y el Independence Day Award en 1998.

## Vida personal
Kaiser nació en el pueblo de Mazupur (en la actualidad Feni District), como Abu Nayeem Mohammad Shahidullah. Estudió la educación secundaria en la Amirabad BC Laha High School, Sonagazi, Feni. También estudió en el Presidency College, Kolkata y obtuvo una licenciatura en economía con honores. Más tarde, se inscribió en una maestría en artes en la University of Calcutta, pero no completó el grado. En algún momento adoptó el nombre de Shahidullah Kaiser. Su esposa, Panna, fue autora y novelista. Sirvió como miembro del parlamento para el gobierno de la Liga Awami de 1996 a 2001. La hija de Kaiser, Shomi Kaiser, es actriz de televisión. Su hijo, Amitav Kaiser, es banquero.[cita requerida]

## Política y periodismo
Kaiser estuvo activo en la política y los movimientos culturales desde sus días de estudiante. Tras la formación de Pakistán en 1947, se unió al Partido Comunista provincial de East Pakistan. Comenzó a trabajar como periodista en 1949 en Ittefaq en Dacca. En 1952, participó activamente en el Movimiento del idioma. Por su papel político en la protección del idioma bengalí, Kaiser fue arrestado el 3 de junio de 1952 y más tarde encarcelado durante tres años y medio. Tras su liberación en 1955, fue arrestado nuevamente y encarcelado en una represión política contra activistas. Años después fue liberado. En 1958, Kaiser se unió como editor asociado de The Sangbad - un diario en idioma bengalí - donde trabajó el resto de su vida. Cuando el golpe militar de 1958 llevó al poder a Ayub Khan y se proclamó la ley marcial, Kaiser fue arrestado nuevamente el 14 de octubre de 1958 y permaneció en prisión durante cuatro años hasta su liberación en septiembre de 1962.

## Desaparición
Kaiser recogió medicinas y alimentos y los entregó a puestos como uno en la casa de Sufia Kamal, desde donde los combatientes por la libertad los recogieron para su puesto de entrenamiento.
Al final de la guerra de liberación de Bangladés de 1971, el Ejército de Pakistán y sus colaboradores locales iniciaron un plan para matar a los principales intelectuales bengalíes y culparlo del Ejército de Pakistán para incitar a la rebelión. Como parte de ello, Kaiser fue arrestado el 14 de diciembre de 1971. Nunca regresó, ni se encontró su cuerpo. Se asume que fue ejecutado junto con otros intelectuales. Su hermano, Zahir Raihan, destacado cineasta, también desapareció mientras buscaba a Kaiser.
A principios de diciembre de 1971, Kaiser advirtió a Sufia Kamal que abandonara Dacca, pero él mismo no lo hizo y fue atrapado por el Ejército de Pakistán.
El 3 de noviembre de 2013, Chowdhury Mueen-Uddin, un líder musulmán con sede en Londres, y Ashrafuz Zaman Khan, basado en Estados Unidos, fueron condenados en ausencia después de que el tribunal encontrara que estaban involucrados en el secuestro y asesinato de 18 personas, incluidos nueve profesores de la Universidad de Dacca, seis periodistas incluido Kaiser y tres médicos, en diciembre de 1971.
Chowdhury Mueen-Uddin negó los cargos en una entrevista emitida por Al Jazeera en agosto de 2013.

## Filmografía
Series de TV
- Songsoptok (Los soldados indomables, 1971)

## Premios
- Adamjee Literary Award, 1962
- Bangla Academy Literary Award, 1969
- Ekushey Padak, 1983
- Independence Day Award, 1998